# 肖梓仁
肖梓仁（1935年—），男，湖南人，中国医学家，曾任卫生部科技司司长，中华医学会副会长、秘书长，药典委员会委员。